# Aminoglikozid
Aminoglikozid je molekul ili deo molekula koji se sastoji od amino-modifikovanog šećera.
Brojni aminoglikozidi deluju kao antibiotici. Među njima su amikacin, arbekacin, gentamicin, kanamicin, neomicin, netilmicin, paromomicin, rodostreptomicin, streptomicin, tobramicin, i apramicin.

## Nomenklatura
Aminoglikozidi koji koji su izvedeni iz bakterija Streptomyces roda i oni koji su izvedeni iz  imaju sufiks -micin.
Ovaj sistem nomenklature nije specifičan za aminoglikozide. Na primer, vankomicin je glikopeptidni antibiotik, kao i eritromicin, koji se dobija od vrste Saccharopolyspora erythraea (ranije misklasifikovane kao Streptomyces) zajedno sa njegovim sintetičkim derivatima klaritromicinom i azitromicinom, je makrolid.

## Primeri
- Streptomicin
- Neomicin
- Framicetin
- Paromomicin
- Ribostamicin
- Kanamicin
- Amikacin
- Arbekacin
- Bekanamicin
- Dibekacin
- Tobramicin
- Spektinomicin
- Higromicin B
- Paromomicin sulfat
- Gentamicin
- Netilmicin
- Sisomicin
- Isepamicin
- Verdamicin
- Astromicin

## Literatura
- Dewick, Paul M. (2009). Medicinal Natural Products: A Biosynthetic Approach (3rd изд.). Wiley. ISBN 978-0-470-74167-2.

## Spoljašnje veze
- Bakterijska „borba za opstanak“